# Armido Rizzetto
Armido Rizzetto (* 23. März 1893 in Battaglia Terme oder Este (Venetien); † 5. Juni 1956 in Mailand) war ein italienischer Radrennfahrer und nationaler Meister im Radsport.

## Sportliche Laufbahn
Rizzetto war Bahnradsportler. Er war Teilnehmer der Olympischen Sommerspiele 1920 in Antwerpen. Dort startete er im Sprint und schied im Vorlauf gegen Fred Taylor aus den USA aus.
1919 und 1920 siegte er in der nationalen Meisterschaft im Sprint der Amateure. 1919 gewann er den Gran Premio della U.V.I. 1920 wurde Rizzetto Berufsfahrer. 1923 kam er bei den Profimeisterschaften im Sprint auf den zweiten Platz. Rizzetto bestritt eine Reihe von Sechstagerennen in Europa und in Nordamerika.